# Sărută-mă mortal
Kiss Me Deadly (1955) este un film noir dramatic produs și regizat de Robert Aldrich cu Ralph Meeker și Maxine Cooper în rolurile principale. Scenariul este scris de A. I. Bezzerides, bazat pe romanul de mister Kiss Me, Deadly din seria de romane cu Mike Hammer scrisă de Mickey Spillane. Filmul Kiss Me Deadly este considerat a fi un clasic al genului noir. Filmul a avut încasări de 726.000 $ în SUA și  un total de 226.000 $ în străinătate.  De asemenea, filmul a fost analizat de Comisia Kefauver care l-a considerat ca fiind un film special realizat pentru a influența negativ tinerii telespectatori, lucru care l-a făcut pe regizorul Aldrich să ia atitudine împotriva concluziilor Comisiei.
Kiss Me Deadly a marcat debutul actrițelor Cloris Leachman și Maxine Cooper.

## Actori
- Ralph Meeker - Mike Hammer
- Albert Dekker - Dr. G.E. Soberin
- Paul Stewart - Carl Evello
- Juano Hernandez - Eddie Yeager
- Wesley Addy - Lt. Pat Murphy
- Marian Carr - Friday
- Maxine Cooper - Velda
- Cloris Leachman - Christina Baliey
- Gaby Rodgers - Gabrielle (Lilly Carver)
- Nick Dennis - Nick
- Jack Lambert - Sugar Smallhouse
- Jeck Elam - Charile Max
- Jerry Zinneman - Sammy
- Leigh Snodden - Cheesecake
- Percy Helton - Doc Kennedy
- Mady Comfort - Jazz Singer
- Kitty White - Vocalist in club
- James Seay - FBI agent
- Bing Russell - Police Detective
- Paul Richards - Paul Richards
- Sam Balter - Radio Announcer (voice)
- Eddie Beal - Sideman
- Marjorie Bennett - Managar
- Fortunio Bonanova - Caremen Trivago
- Ben Morris - Radio Announcer
- Leonard Mudie - Athletic Club Clerk